# الدكوه

الدكوة هي إحدى القرى اللبنانية من قرى قضاء البقاع الغربي في محافظة البقاع.
هي بلدة زراعية تبلغ مساحتها نحو 9 آلاف دونم, وترتفـع عن سطـح البحر ما بين 800 و850 متراً.

## سكانها
بلغ عدد سكان دكوة نحو 425 نسمة توزع على العائلات الآتي ذكرها: الغجر, صوفيا, عازر, فاضل, أبو عني, عنتر, حسين, سرور, العسكر.

## آثارها
وجد فيها معابد ونواويس وأعمدة هياكل وتماثيل آلهة تعود للعصر الروماني.